# Eduard von Faber

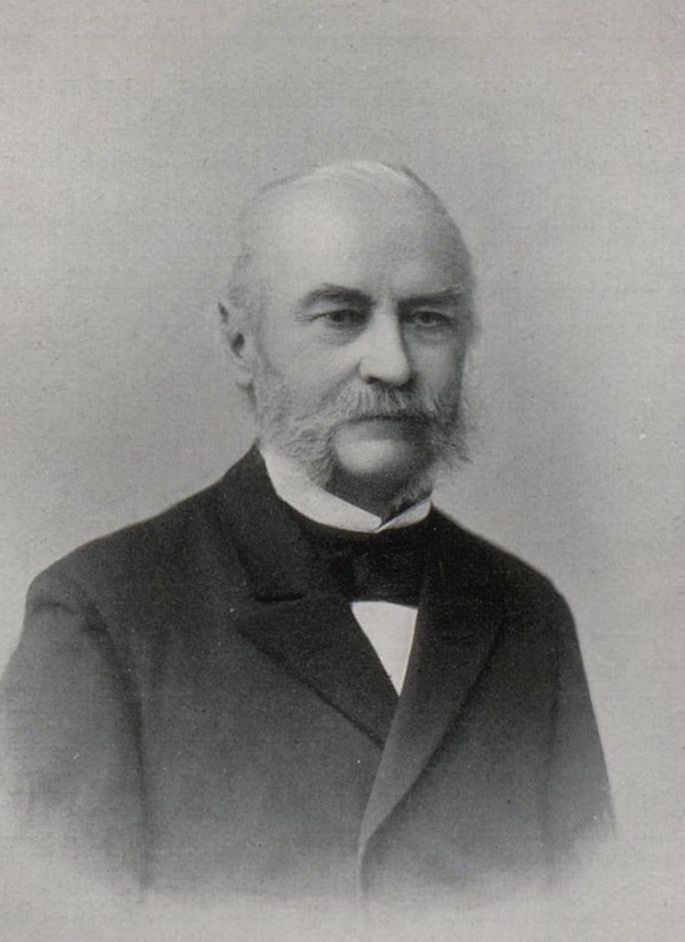
Eduard von Faber

Eduard Caspar von Faber (* 30. Dezember 1822 in Altenstadt bei Geislingen; † 18. Januar 1907 in Stuttgart) war Justizminister und Mitglied des Geheimen Rats im Königreich Württemberg.

## Abstammung
Faber kam als Sohn des evangelischen Dekans und späteren Prälaten Karl August von Faber zur Welt. Die Mutter  Charlotte  war die Tochter des Kanzleirats Haug aus Stuttgart. Faber hatte zwei ältere Schwestern und zwei jüngere Brüder.

## Werdegang
Faber besuchte das Stuttgarter Gymnasium und war ein Klassenkamerad des Kronprinzen Karl, zu dessen Kreis von Erziehungs- und Studiengenossen er gehörte. An der Universität Tübingen studierte Faber zunächst drei Semester Philosophie und Theologie, ehe er, seiner Neigung entsprechend, zum Studium der Rechtswissenschaft wechselte. Während seines Studiums wurde er 1840 Mitglied der burschenschaftlichen Patrioten- und Nordland Tübingen. Er trat nach Studium und Promotion in den württembergischen Justizdienst. Von 1857 bis 1865 war er vortragender Rat im Justizministerium. Bei den Verhandlungen des Deutschen Juristentags hielt Faber mehrere richtungsweisende Vorträge. 1861 und 1863 verfasste Faber Entwürfe eines württembergischen Gerichtsverfassungsgesetzes. Am 13. August 1865 kam die von Faber vorbereitete württembergische Handelsgerichtsordnung heraus. Am 26. Juli 1870 wurde Faber zum wirklichen Geheimen Rat ernannt. Seit 1874 gehörte er der evangelischen Landessynode an.

## Justizminister
Am 21. Dezember 1878 übernahm Faber die Leitung des Departements der Justiz in der Regierung Mittnacht. Am 15. Juni 1883 erfolgte die Ernennung zum Staatsminister der Justiz. Zu seinen wichtigsten Tätigkeiten als Minister gehörten die Angleichung der württembergischen Justiz an die Reichsgesetze, die Mitarbeit am Bürgerlichen Gesetzbuch sowie die Weichenstellung für die Vorarbeiten für das Ausführungsgesetz zum Bürgerlichen Gesetzbuch. Einen besonderen Schwerpunkt legte Faber auf die Weiterentwicklung des Strafvollzugs sowie des Gefängniswesens.
Im Herbst 1896 trat Faber nach fast 18 Jahren an der Spitze des Departements der Justiz, bedingt durch eine zunehmende Sehschwäche, vom Amt zurück.

## Familie
Faber  heiratete 1854 Emma Charlotte Sophie geborene Ergenzinger (* 1832), die Tochter des Hofkammerpräsidenten Ludwig Eduard von Ergenzinger († 1877). Aus der Ehe gingen drei Kinder hervor.

## Ehrungen
- 1875 Großkreuz des Friedrichsordens[2]
- 1884 Großkreuz des Ordens der Württembergischen Krone,[3]
- Silberne Jubiläumsmedaille Württembergs

## Veröffentlichungen
- Zusammen mit  A. Schloßberger: Die Vorarbeiten zum Württembergischen Land-Rechte vom 1. Juni 1610. Verlag Weise, Stuttgart 1859